# 弗朗切斯科·达洛利奥
弗朗切斯科·达洛利奥（義大利語：Francesco Dall'Olio，1953年12月30日—），意大利前男子排球运动员。他曾代表意大利国家队参加1976年、1980年和1984年夏季奥林匹克运动会排球比赛。